# Элиас Маноэл
Элиас Маноэл Алвес де Паула (порт. Elias Manoel Alves de Paula; род. 30 ноября 2001, Кампинас, Сан-Паулу, Бразилия) — бразильский футболист, вингер клуба «Нью-Йорк Ред Буллз».

## Клубная карьера
Маноэл — воспитанник клубов «Гуарани» и «Гремио». 30 марта 2021 года в поединке Лиги Гаушо против «Сан-Луиса» Элиас дебютировал за основной состав последних. 14 октября в матче против «Форталезы» он дебютировал в бразильской Серии A. По итогам сезона клуб вылетел из элиты, но игрок остался в команде. 26 января 2022 года в поединке Лиги Гаушо против «СЭР Кашиас» Элиас забил свой первый гол за «Гремио».
5 августа 2022 года Маноэл был арендован американским клубом «Нью-Йорк Ред Буллз» до конца года с опцией выкупа. 31 августа в матче против «Клёб де Фут Монреаль» он дебютировал в MLS. 9 октября в матче против «Шарлотта» он забил свои первые голы в MLS, сделав дубль. По окончании сезона 2022 срок аренды Маноэла в «Нью-Йорк Ред Буллз» истёк, и 6 января 2023 года американский клуб выкупил его у «Гремио», подписав с ним трёхлетний контракт до конца сезона 2025 с опцией продления на сезон 2026. 25 октября в матче плей-офф Кубка MLS 2023 против «Шарлотта» он оформил хет-трик.